# Мюллер, Иоганн Георг (архитектор)
Иоганн Георг Мюллер (нем. Johann Georg Müller, 1822—1849) — швейцарский архитектор и поэт.
Родился в Швейцарии. Ученик Ф. Кубли в Санкт-Галлене и Зибланда в Мюнхене. Отправившись в 1842 г. в Италию, довольно долго жил во Флоренции и составил там проект отделки фасада местного собора. По возвращении на родину, трудился над сочинением проектов швейцарского национального памятника и цюрихского железнодорожного вокзала.
Последние два года своей жизни провел в Вене, где по его плану и рисункам была сооружена, отчасти уже после его кончины, альтлерхенфельдерская церковь в оригинальном, хотя и не лишенном недостатков стиле, представляющем смесь немецкой и итальянской романтики.
Поэтический талант Иоганна-Георга Мюллера выказался в его дневнике пребывания в Италии. Эрнст Фёрстер посвятил этому рано умершему художнику сочинение под заглавием: нем. «J.-G. Müller, ein Dichter und Künsterleben» (Санкт-Галлен, 1851).